# Josef Stroh
Josef "Pepi" Stroh (5 de març de 1913 - 7 de gener de 1991) fou un futbolista i entrenador de futbol austríac.
El seu principal club fou l'Austria Viena. Fou un total de 17 cops internacional amb la selecció d'Àustria. Destacà a la Copa del Món de Futbol de 1934 i als Jocs Olímpics d'Estiu de 1948. Durant l'anchluss jugà amb la selecció d'Alemanya i participà en el Mundial de 1938.
Entrenà a 1. Wiener Neustädter SC, FC Wien, SC Schwechat, Jönköpings Södra IF, Malmö FF, IFK Göteborg, SK Brann, Sandvikens IF i Sportklub.